# Weilheim (Hechingen)
Weilheim is een plaats in de Duitse gemeente Hechingen, deelstaat Baden-Württemberg, en telt 742 inwoners.